# Ryan Ross
George Ryan Ross III, född 30 augusti 1986 i Las Vegas i Nevada, är en amerikansk musiker. Han var gitarrist, bakgrundssångare och pianist för bandet Panic at the Disco. Han skrev även några av låttexterna.
Ryan var från början tänkt som sångare i Panic. Men så upptäcktes det att även Brendon Urie (som hoppat in som gitarrist och back-upsångare) också kunde sjunga, så istället fick han platsen som sångare.
Ryan har många beundrare, mest beundrarinnor, som gillar honom. Vid ett flertal tillfällen har folk stampat ner hans trädgård och försökt att bryta sig in i huset för att få en skymt av honom.
År 2009 lämnade Ryan Panic at the Disco tillsammans med basisten Jon Walker.
Instrument: Gibson SG (som han spelade på när bandet spelade Blink-182 covers), Fender Telecaster (tidigt i karriären), Gretsch Anniversary, Hagström Swede, Hagström Deluxe-F, Hagström HJ-500, Fender Stratocaster, Gibson Coronet, Gibson Firebird
Detta är dock bara en del av hans gitarrer.